# Wandalizm interakcyjny
Wandalizm interakcyjny to celowe łamanie istotnych, niepisanych reguł codziennej interakcji między uczestnikami tej interakcji. Jeden z często stosowanych sposobów badania reguł interakcyjnych w badaniach etnometodologicznych.